# Michael DeLuise
Michael DeLuise (Los Angeles, 4 agosto 1969) è un attore statunitense.
È figlio dell'attore e regista Dom DeLuise e dell'attrice Carol Arthur e sono attori anche i fratelli Peter e David.
Ha esordito davanti alla cinepresa all'età di 10 anni in un film del padre, Roba che scotta. È noto soprattutto per la sua partecipazione a serie televisive di successo come Avvocati a Los Angeles, 21 Jump Street (era  Joey Penhall), Sea Quest 2032, Brooklyn South, New York Police Department (era Andy Sipowicz Jr.), Una mamma per amica (era T.J.).

## Filmografia

### Cinema
- Roba che scotta (Hot Stuff), regia di Dom DeLuise (1979)
- Little Secrets, regia di Mark Sobel (1991)
- Fusi di testa (Wayne's World), regia di Penelope Spheeris (1992)
- Il mio amico scongelato (Encino Man), regia di Les Mayfield (1992)
- L'uomo senza volto (The Man Without a Face), regia di Mel Gibson (1993)
- Midnight Edition, regia di Howard Libov (1993)
- Celluloid Heroes, regia di Gary A. Beaird e Tony Dow - cortometraggio (1995)
- The Shot, regia di Dan Bell (1996)
- Dischord, regia di Mark Wilkinson (2001)
- It's All About You, regia di Mark Fauser (2002)
- Il maestro cambiafaccia (The Master of Disguise), regia di Perry Andelin Blake (2002)
- Comedy Hell, regia di Scott LaRose (2006)
- Un uomo qualunque (He Was a Quiet Man), regia di Frank A. Cappello (2007)
- Patsy, regia di Anton Jarvis (2008)
- Circle, regia di Michael W. Watkins (2010)

### Televisione
- Happy, regia di Lee Philips – film TV (1983)
- Storie incredibili (Amazing Stories) – serie TV, episodi 1x9 (1985)
- Due figli a noleggio (One Big Family) – serie TV, 25 episodi (1986-1987)
- Eisenhower & Lutz – serie TV, episodi 1x6-1x7 (1988)
- TV 101 – serie TV, episodi 1x8 (1989)
- One of the Boys – serie TV, 6 episodi (1989)
- I miei due papà (My Two Dads) – serie TV, episodi 1x22-3x4 (1988-1989)
- Class Cruise - Una vacanza esagerata (Class Cruise), regia di Oz Scott – film TV (1989)
- Fuga dallo spazio (Something Is Out There) – serie TV, episodi 1x8 (1989)
- L.A. Law - Avvocati a Los Angeles (L.A. Law) – serie TV, episodi 4x16 (1990)
- Sunset Beat – serie TV, episodi 1x1 (1990)
- I quattro della scuola di polizia (21 Jump Street) – serie TV, 13 episodi (1989-1991)
- Rio Shannon, regia di Mimi Leder – film TV (1993)
- I racconti della cripta (Tales from the Crypt) – serie TV, episodi 5x7 (1993)
- SeaQuest - Odissea negli abissi (Seaquest DSV) – serie TV, 34 episodi (1994-1996)
- Una famiglia del terzo tipo (3rd Rock from the Sun) – serie TV, episodi 3x17 (1998)
- Brooklyn South – serie TV, 22 episodi (1997-1998)
- In un mare di guai (Boys Will Be Boys), regia di Dom DeLuise – film TV (1999)
- Hard Time - Omicidi in serie (Hard Time: The Premonition), regia di David S. Cass Sr. – film TV (1999)
- NYPD - New York Police Department (NYPD Blue) – serie TV, 12 episodi (1993-2000)
- Some of My Best Friends – serie TV, 8 episodi (2001)
- Stargate SG-1 – serie TV, episodi 5x12 (2001)
- Fantasmi (Haunted) – serie TV, episodi 1x11 (2002)
- The Dan Show, regia di John Pasquin – film TV (2003)
- Las Vegas – serie TV, episodi 2x1 (2004)
- Lost – serie TV, episodi 1x8 (2004)
- Bloodsuckers, regia di Matthew Hastings – film TV (2005)
- CSI: NY – serie TV, episodi 1x13-2x20 (2005-2006)
- Una mamma per amica (Gilmore Girls) – serie TV, 13 episodi (2004-2007)
- Ambition to Meaning: Finding Your Life's Purpose, regia di Michael A. Goorjian – film TV (2009)
- A passo di danza (Bunheads) – serie TV, episodi 1x11 (2013)

## Doppiatori italiani
Nelle versioni in italiano delle opere in cui ha recitato, Michael DeLuise è stato doppiato da:
- Christian Iansante in Fusi di testa
- Fabio Boccanera ne Il mio amico scongelato
- Gaetano Varcasia ne L'uomo senza volto
- Edoardo Nevola in SeaQuest - Odissea negli abissi
- Andrea Ward in NYPD - New York Police Department
- Daniele Valenti in Lost
- Massimo Bitossi in CSI: NY
- Franco Mannella in Una mamma per amica